# Verse worst
 Verse worst is een Nederlandse soort worst die rauw gekocht wordt. Daarmee onderscheidt het zich van andere worst die gekookt, gedroogd of gerookt is.
De worst is nauw verwant met braadworst en saucijs, maar zou  een andere vorm hebben. De worst bestaat uit gemalen vlees, veelal van het varken (schouder, buik en poten), dat in een darm wordt gestopt. Het vlees wordt tijdens het malen soms op smaak gebracht met zout, peper en specerijen. 
Verse worst kan gekookt, gebakken of gebarbecued worden. Traditioneel wordt verse worst toegevoegd aan sommige stamppotten, zoals  stamppot met snijbonen.